# Seznam dílů seriálu Lokomotiva Tomáš
Toto je seznam dílů seriálu Lokomotiva Tomáš.

## Seznam řad
| Řada                       | Díly                       | Premiéra ve VB    | Premiéra ve VB     |
| Řada                       | Díly                       | První díl         | Poslední díl       |
| -------------------------- | -------------------------- | ----------------- | ------------------ |
| 1                          | 26                         | 9. října 1984     | 8. ledna 1985      |
| 2                          | 26                         | 31. května 1986   | 17. prosince 1986  |
| 3                          | 26                         | 25. února 1992    | 14. července 1992  |
| 4                          | 26                         | 16. října 1995    | 20. listopadu 1995 |
| 5                          | 26                         | 14. září 1998     | 17. října 1998     |
| Magic Railroad             | Magic Railroad             | 14. července 2000 | 14. července 2000  |
| 6                          | 26                         | 16. září 2002     | 21. října 2002     |
| 7                          | 26                         | 6. října 2003     | 10. listopadu 2003 |
| 8                          | 26                         | 1. srpna 2004     | 24. října 2004     |
| Plnou parou vpřed!         | Plnou parou vpřed!         | 2005              | 2005               |
| 9                          | 26                         | 5. září 2005      | 28. listopadu 2005 |
| 10                         | 28                         | 2006              | 2006               |
| 11                         | 26                         | 2007              | 2007               |
| Velký Objev                | Velký Objev                | 2008              | 2008               |
| 12                         | 20                         | 2008              | 2008               |
| Hrdina na kolejích         | Hrdina na kolejích         | 2009              | 2009               |
| 13                         | 20                         | 2010              | 2010               |
| Záchrana z mlžného ostrova | Záchrana z mlžného ostrova | 2010              | 2010               |
| 14                         | 20                         | 2010              | 2010               |
| Den Dieslů                 | Den Dieslů                 | 2011              | 2011               |
| 15                         | 20                         | 2011              | 2011               |
| Záhada modré hory          | Záhada modré hory          | 2012              | 2012               |
| 16                         | 20                         | 2012              | 2012               |
| Král železnice             | Král železnice             | 2013              | 2013               |
| 17                         | 26                         | 2013              | 2014               |
| Příběh Hrdiny              | Příběh Hrdiny              | 2014              | 2014               |
| 18                         | 26                         | 2014              | 2015               |
| The Adventure begins       | The Adventure begins       | 2015              | 2015               |
| 19                         | 26                         | 2015              | 2016               |

## Seznam dílů

### První řada (1984–1985)
| Č. v seriálu | Č. v řadě | Původní název                | Český název               | Režie        | Scénář        | Premiéra ve VB        |
| --- | --------- | ---------------------------- | ------------------------- | ------------ | ------------- | --------------------- |
| 1 | 1         | Thomas & Gordon              | Tomáš a Gordon            | David Mitton | Wilbert Awrdy | 9. října 1984         |
| Malá modrá parní lokomotiva jménem Tomáš žije a pracuje na velké stanici na ostrově Sodor. Rád dráždí ostatní lokomotivy, zvláště Gordona, největší a nejpyšnější lokomotivu ze všech. Když se Tomáš nechá unést škádlením, Gordon se rozhodne dát mu lekci. |           |                              |                           |              |               |                       |
| 2 | 2         | Edward & Gordon              | Edward a Gordon           | David Mitton | Wilbert Awrdy | 9. října 1984         |
| Edward je starý stroj, který byl v depu a už nějakou dobu nepracoval. Edwardův strojvůdce a topič ho litují a rozhodnou se ho jednoho dne využít. Edward další den pomůže Gordonovi, když se zasekne na kopci s nákladním vlakem. |           |                              |                           |              |               |                       |
| 3 | 3         | The Sad Story of Henry       | Henryho smutný příběh     | David Mitton | Wilbert Awrdy | 16. října 1984        |
| Zelená lokomotiva jménem Henry se bojí deště a myslí si, že to zkazí jeho krásný zelený lak a červené pruhy. Jednoho dne se schová v tunelu a odmítá vyjít ven. Po četných neúspěšných pokusech přesvědčit ho, nemá tlustý přednosta jinou možnost, než Henryho zazdít v tunelu. |           |                              |                           |              |               |                       |
| 4 | 4         | Edward, Gordon & Henry       | Edward, Gordon a Henry    | David Mitton | Wilbert Awrdy | 16. října 1984        |
| Henry je v jižním tunelu opravdu dlouho a lituje, že byl tak tvrdohlavý. Jednoho dne jede Gordon s rychlíkem příliš rychle a praskne mu jeho bezpečnostní ventil poblíž severního otvoru Henryho tunelu. Edward je jediná dostupná lokomotiva, ale vlak je příliš těžký na to, aby se dal roztlačit bez Henryho pomoci. |           |                              |                           |              |               |                       |
| 5 | 5         | Thomas' Train                | Tomášův vlak              | David Mitton | Wilbert Awrdy | 23. října 1984        |
| Tomáše začíná nudit posun a přeje si, aby tahal osobní vagóny, místo obyčejného posunování. Jednoho dne, když je Henry nemocný, přichází jeho šance, ale omylem se rozjede, než ho připojí k vlaku. |           |                              |                           |              |               |                       |
| 6 | 6         | Thomas & the Trucks          | Tomáš a vagóny            | David Mitton | Wilbert Awrdy | 23. října 1984        |
| Tomáš je unavený tlačením osobních vagónů a chce vidět svět. Jedné noci mu Edward řekne, že pokud bude chtít Tomáš táhnout nákladní vlak, tak bude Edward tlačit vagóny na seřadišti. Tomáš dostane šanci, je příliš vzrušený a nevěnuje pozornost Edwardovým radám. Na vrcholu Gordonova kopce Tomáš zabrzdí. Neposlušné vagóny ho ale tlačí k úpatí kopce, kde zastaví na vedlejší koleji. Tlustý přednosta, který Tomáše uvidí, mu řekne, že se má ještě hodně co učit o nákladních vagónech. |           |                              |                           |              |               |                       |
| 7 | 7         | Thomas & the Breakdown Train | Tomáš a pohotovostní vlak | David Mitton | Wilbert Awrdy | 30. října 1984        |
| Jednoho dne červená lokomotiva jménem James zahvízdá o pomoc, když se těžký náklad vagónů vymkne kontrole a zapálí se jeho dřevěné brzdy. Tomáš rychle zareaguje a přiveze pohotovostní vlak. Později přijíždí na místo nehody a pomáhá. Z tohoto důvodu ho tlustý přednosta odmění jeho vlastní tratí a dvěma novými vagóny jménem Annie a Clarabel. |           |                              |                           |              |               |                       |
| 8 | 8         | James & the Coaches          | James a vagóny            | David Mitton | Wilbert Awrdy | 30. října 1984        |
| James si užívá svůj nový život na ostrově Sodor, ale má se ještě hodně co učit – zvláště když nešťastnou náhodou zničí nový cylindr tlustého přednosty a prorazí díru v brzdovém potrubí jednoho ze svých vagónů. |           |                              |                           |              |               |                       |
| 9 | 9         | Troublesome Trucks           | Neposlušné vagóny         | David Mitton | Wilbert Awrdy | 6. listopadu 1984     |
| James uvízl v depu po incidentu s osobními vagóny, ale brzy byl propuštěn, aby odtáhl nějaké nákladní vagóny. James je více než šťastný, i když ho ostatní lokomotivy kvůli jeho incidentu škádlily. Nákladní vagóny se snaží přimět Jamese, aby to vzdal, ale podaří se mu je dotáhnout do jejich stanice. |           |                              |                           |              |               |                       |
| 10 | 10        | James & the Express          | James a rychlík           | David Mitton | Wilbert Awrdy | 6. listopadu 1984     |
| Gordon jede s rychlíkem po špatné trati, poté, co se Jamesovi chlubil, že zná správnou cestu. James slouží jako Gordonova náhrada pro tento den a tlustý přednosta mu umožňuje občas jet s rychlíkem. |           |                              |                           |              |               |                       |
| 11 | 11        | Thomas & the Guard           | Tomáš a průvodčí          | David Mitton | Wilbert Awrdy | 13. listopadu 1984    |
| Tomáš odvádí skvělou práci na své trati s Annie a Clarabel, ale brzy začne být tak netrpělivý, kvůli Henrymu, co přichází pozdě, že nechtěně zanechá průvodčího na nástupišti. |           |                              |                           |              |               |                       |
| 12 | 12        | Thomas Goes Fishing          | Tomáš na rybách           | David Mitton | Wilbert Awrdy | 13. listopadu 1984    |
| Tomáš se rozhodne rybařit, když uvidí lidi, co rybaří, ale bylo mu řečeno, že lokomotivy nikdy neloví. Další den se Tomáš potřebuje napít vody. Ale když je vodárenská věž mimo provoz, Tomášova posádka se rozhodne získat vodu z řeky, ale následkem toho budou ryby v Thomasově kotli. |           |                              |                           |              |               |                       |
| 13 | 13        | Thomas, Terence & the Snow   | Tomáš, Terence a sníh     | David Mitton | Wilbert Awrdy | 20. listopadu 1984    |
| Tomáš se setká s traktorem Terencem a zesměšňuje ho tím, že říká, že jeho kola jsou ošklivá. Terence vysvětluje, že jeho kola jsou pásová a může jet kamkoli, což se hodí v zimě, kdy Tomáš poškodí sněžný pluh a uvízne v závěji. |           |                              |                           |              |               |                       |
| 14 | 14        | Thomas & Bertie              | Tomáš a Berty             | David Mitton | Wilbert Awrdy | 20. listopadu 1984    |
| Tomáš se setkává s autobusem jménem Berty, který Tomášovi připomíná dobu, kdy vezl své cestují, uvízl v závěji a Terence ho přišel vytáhnout. Berty se rozhodne vyzvat Tomáše na závod do další stanice. |           |                              |                           |              |               |                       |
| 15 | 15        | Tenders & Turntables         | Tendry a točny            | David Mitton | Wilbert Awrdy | 27. listopadu 1984    |
| Henry, Gordon a James si musí posouvat své vlastní vagóny, protože Tomáš musí pracovat na své vedlejší trati. Aby toho nebylo málo, Gordon i James se potýkají s problémy s točnou. James se kvůli silnému větru otáčí, takže se mu točí hlava a je ponížený, když je toho svědkem Gordon a k tomu se ještě rozhodnou stávkovat. |           |                              |                           |              |               |                       |
| 16 | 16        | Trouble in the Shed          | Potíže v depu             | David Mitton | Wilbert Awrdy | 27. listopadu 1984    |
| Když se tlustý přednosta dozví, že Gordon, James a Henry stávkovali, zavře je do depa a koupí novou parní lokomotivu jménem Percy, aby pomohl. Percy se brzy pustí do posunování vagónů, zatímco Edward a Tomáš spolupracují na hlavní trati. |           |                              |                           |              |               |                       |
| 17 | 17        | Percy Runs Away              | Percyho útěk              | David Mitton | Wilbert Awrdy | 4. prosince 1984      |
| Tlustý přednosta umožňuje třem velkým lokomotivám vrátit se ke své práci a poté nechá Percyho, Edwarda a Tomáše dát si na chvíli pauzu. Percy je tak zapomnětlivý, že zapomene na Edwardovu radu ohledně křižovatky. Percyho přítomnost Gordona tak vyděsí, že rychle couvne, ale uvízne v bahně. Později Gordon vytáhne Percyho z bahna a zároveň mu gratuluje, že zabránil ošklivé nehodě. |           |                              |                           |              |               |                       |
| 18 | 18        | Coal                         | Uhlí                      | David Mitton | Wilbert Awrdy | 4. prosince 1984      |
| Henry je už nějakou dobu nemocný a tlustý přednosta se o něj bojí. Ukázalo se, že Henryho malé topeniště není schopno využít teplo z ostrovního uhlí a vyžaduje drahé, ale lepší velšské uhlí. Použitím velšského uhlí se Henryho výkon dramaticky zlepší. |           |                              |                           |              |               |                       |
| 19 | 19        | The Flying Kipper            | Létající ryba             | David Mitton | Wilbert Awrdy | 11. prosince 1984     |
| Henry je vybrán, aby táhl ranní vlak ryb, přezdívaný „létající ryba“. Všechno jde dobře, dokud led nezmrazí výhybku z hlavní trati na vlečku a sníh zničí signál nastavený na „nebezpečí“, což vede Henryho ke srážce s dalším nákladním vlakem na vlečce. Tlustý přednosta posílá Henryho do opravny, aby získal nový tvar a větší topeniště, což mu umožní znovu používat běžné uhlí a udělá z něj lokomotivu, kterou si vždy zasloužil být.                                                   |           |                              |                           |              |               |                       |
| 20 | 20        | Whistles & Sneezes           | Hvízdání a kýchání        | David Mitton | Wilbert Awrdy | 11. prosince 1984     |
| Gordon žárlí na Henryho že byl předělán a stěžuje si, že Henry příliš píská. Ironií je, že se Gordonovi později zasekne píšťalka a on není schopen přestat pískat. Další den někteří chlapci házejí kameny na Henryho a rozbíjejí okna vagónů. Henryho strojvůdce a topič se rozhodnou chlapcům pomstít tím, že na ně Henry kýchne. |           |                              |                           |              |               |                       |
| 21 | 21        | Toby & the Stout Gentleman   | Toby a tlustý pán         | David Mitton | Wilbert Awrdy | 18. prosince 1984     |
| Toby je parní tramvaj, která pracuje na své vlastní krátké trati. Žil tam šťastný život se svým věrným vagónem Henriettou. ale brzy jim začíná docházet práce a nahrazují je auta, náklaďáky a autobusy. Teď vozí jen pár pasažérů a posunuje pár vagónů. Tobyho trať má být definitivně uzavřena. |           |                              |                           |              |               |                       |
| 22 | 22        | Thomas in Trouble            | Tomáš má potíže           | David Mitton | Wilbert Awrdy | 18. prosince 1984     |
| Tomáš se dostane do potíží s policejním hodnostářem, kvůli nevhodné výbavě. Když se to dozví Tlustý přednosta, koupí Tobyho, který má vhodnou výbavu a s ním i Henriettu. |           |                              |                           |              |               |                       |
| 23 | 23        | Dirty Objects                | Špinavé věci              | David Mitton | Wilbert Awrdy | 25. prosince 1984     |
| Toby a Henrietta si užívají svůj nový život na ostrově Sodor, ale James jim říká „špinavé předměty“, protože vypadají staromódně a potřebují nový nátěr. Později James jede s nákladním vlakem, ale nákladní vagóny ho tlačí dolů z Gordonova kopce tak rychle, že nešťastnou náhodou narazí do několika vozů s dehtem. James je víc špinavý než poškozený, ale když mu Toby a Percy přijedou na pomoc, Toby říká, že teď vypadá spíš on jako „špinavý předmět“.                                 |           |                              |                           |              |               |                       |
| 24 | 24        | Off the Rails                | Mimo koleje               | David Mitton | Wilbert Awrdy | 8. ledna 1985[zdroj?] |
| Jednoho rána je Gordon velmi mrzutý. Stává se terčem vtipů Henryho a Percyho a odmítá táhnout nákladní vlak. Jeho plán skončí neúspěchem, když sklouzne do příkopu. Když se to Tlustý přednosta dozví, nechá tam Gordona až do noci. V noci je Gordon konečně vytažen z příkopu Jamesem a Henrym, ale kvůli svým činům si připadá ponížený. |           |                              |                           |              |               |                       |
| 25 | 25        | Down the Mine                | V dole                    | David Mitton | Wilbert Awrdy | 8. ledna 1985[zdroj?] |
| Po incidentu v příkopu je Gordon za trest nucen tahat nákladní vlaky. Tomáš si ho kvůli tomu velmi rád dobírá, ale při práci v dole spadne do jedné jámy, protože ignoroval nápis „Nebezpečí“. Gordon, kterému je teď Tomáše líto, ho vytáhne. |           |                              |                           |              |               |                       |
| 26 | 26        | Thomas' Christmas Party      | Tomášův vánoční večírek   | David Mitton | Wilbert Awrdy | 25. prosince 1984     |
| Vánoce přicházejí na ostrov Sodor. Všechny motory jsou zaneprázdněné cestujícími a balíky, zejména Tomáš a Toby. Tomáš má rád, když při práci míjí dům paní Kyndleyové a ona mu vždy zamává. Tomáš pak jede do depa, aby si promluvil s ostatními lokomotivami o uspořádání vánočního večírku pro paní Kyndleyovou, aby jí poděkoval za to, že je rok zpátky zachránila před nehodou. |           |                              |                           |              |               |                       |

### Druhá řada (1986)
| Č. v seriálu | Č. v řadě | Původní název                       | Český název                 | Režie        | Scénář        | Premiéra ve VB     |
| ------------ | --------- | ----------------------------------- | --------------------------- | ------------ | ------------- | ------------------ |
| 27           | 1         | Thomas, Percy & the Coal            | Tom, Percy a uhlí           | David Mitton | Wilbert Awrdy | 24. září 1986      |
| 28           | 2         | Cows                                | Krávy                       | David Mitton | Wilbert Awrdy | 24. září 1986      |
| 29           | 3         | Bertie's Chase                      | Bertieho honička            | David Mitton | Wilbert Awrdy | 1. října 1986      |
| 30           | 4         | Old Iron                            | Staré železo                | David Mitton | Wilbert Awrdy | 8. října 1986      |
| 31           | 5         | Saved From Scrap                    | Záchrana před šrotem        | David Mitton | Wilbert Awrdy | 1. října 1986      |
| 32           | 6         | Thomas & Trevor                     | Tom a Trevor                | David Mitton | Wilbert Awrdy | 8. října 1986      |
| 33           | 7         | Percy & The Signal                  | Percy a signál              | David Mitton | Wilbert Awrdy | 15. října 1986     |
| 34           | 8         | Duck Takes Charge                   | Kačer přebírá velení        | David Mitton | Wilbert Awrdy | 15. října 1986     |
| 35           | 9         | Percy & Harold                      | Percy a Harold              | David Mitton | Wilbert Awrdy | 22. října 1986     |
| 36           | 10        | The Runaway                         | Uprchlík                    | David Mitton | Wilbert Awrdy | 22. října 1986     |
| 37           | 11        | Percy Takes the Plunge              | Percyho pád                 | David Mitton | Wilbert Awrdy | 29. října 1986     |
| 38           | 12        | Pop Goes the Diesel                 | Nafoukaný Diesel            | David Mitton | Wilbert Awrdy | 29. října 1986     |
| 39           | 13        | Dirty Work                          | Špinavá práce               | David Mitton | Wilbert Awrdy | 5. listopadu 1986  |
| 40           | 14        | A Close Shave                       | O fous                      | David Mitton | Wilbert Awrdy | 5. listopadu 1986  |
| 41           | 15        | Better Late Than Never              | Radši pozdě než nikdy       | David Mitton | Wilbert Awrdy | 12. listopadu 1986 |
| 42           | 16        | Break Van                           | Spojovací vagón             | David Mitton | Wilbert Awrdy | 12. listopadu 1986 |
| 43           | 17        | The Deputation                      | Deputace                    | David Mitton | Wilbert Awrdy | 19. listopadu 1986 |
| 44           | 18        | Thomas Comes to Breakfast           | Tom jde na snídani          | David Mitton | Wilbert Awrdy | 19. listopadu 1986 |
| 45           | 19        | Daisy                               | Daisy                       | David Mitton | Wilbert Awrdy | 26. listopadu 1986 |
| 46           | 20        | Percy's Predicament                 | Percyho potíže              | David Mitton | Wilbert Awrdy | 26. listopadu 1986 |
| 47           | 21        | The Diseasel                        | Diesel                      | David Mitton | Wilbert Awrdy | 3. prosince 1986   |
| 48           | 22        | Wrong Road                          | Nesprávná trať              | David Mitton | Wilbert Awrdy | 3. prosince 1986   |
| 49           | 23        | Edward's Exploit                    | Edwardův výkon              | David Mitton | Wilbert Awrdy | 10. prosince 1986  |
| 50           | 24        | Ghost Train                         | Vlak duchů                  | David Mitton | Wilbert Awrdy | 10. prosince 1986  |
| 51           | 25        | Woolly Bear                         | Chlupatý jako medvěd        | David Mitton | Wilbert Awrdy | 17. prosince 1986  |
| 52           | 26        | Thomas & the Missing Christmas Tree | Tom a zmizelý vánoční strom | David Mitton | Wilbert Awrdy | 17. prosince 1986  |

### Třetí řada (1992)
| Č. v seriálu | Č. v řadě | Původní název                            | Český název                          | Režie        | Scénář                       | Premiéra ve VB    |
| ------------ | --------- | ---------------------------------------- | ------------------------------------ | ------------ | ---------------------------- | ----------------- |
| 53           | 1         | A Scarf for Percy                        | Šála pro Percyho                     | David Mitton | Wilbert Awrdy                | 25. února 1992    |
| 54           | 2         | Percy's Promise                          | Percyho slib                         | David Mitton | Wilbert Awrdy                | 3. března 1992    |
| 55           | 3         | Time for Trouble                         | Čas na potíže                        | David Mitton | Wilbert Awrdy                | 17. března 1992   |
| 56           | 4         | Gordon & the Famous Visitor"             | Gordon a slavný host                 | David Mitton | Wilbert Awrdy                | 24. března 1992   |
| 57           | 5         | Donald’s Duck                            | Donaldova kachnička                  | David Mitton | Wilbert Awrdy                | 31. března 1992   |
| 58           | 6         | Thomas Gets Bumped                       | Vykolejený Tomáš                     | David Mitton | Andrew Brenner               | 7. dubna 1992     |
| 59           | 7         | Thomas, Percy & the Dragon               | Tomáš, Percy a drak                  | David Mitton | Andrew Brenner               | 7. dubna 1992     |
| 60           | 8         | Diesel Does It Again                     | Diesel znova zlobí                   | David Mitton | Andrew Brenner               | 14. dubna 1992    |
| 61           | 9         | Henry’s Forest                           | Henryho les                          | David Mitton | Andrew Brenner               | 14. dubna 1992    |
| 62           | 10        | The Trouble with Mud                     | Potíže s blátem                      | David Mitton | Wilbert Awrdy                | 21. dubna 1992    |
| 63           | 11        | No Joke for James                        | Jamesův špatný vtip                  | David Mitton | Andrew Brenner               | 21. dubna 1992    |
| 64           | 12        | Thomas, Percy & the Post Train           | Tomáš, Percy a poštovní tlak         | David Mitton | Andrew Brenner               | 28. dubna 1992    |
| 65           | 13        | Trust Thomas                             | Věřte Tomášovi                       | David Mitton | Andrew Brenner               | 28. dubna 1992    |
| 66           | 14        | Mavis                                    | Mavis                                | David Mitton | Wilbert Awrdy                | 5. května 1992    |
| 67           | 15        | Toby’s Tightrope                         | Toby provazochodec                   | David Mitton | Wilbert Awrdy                | 5. května 1992    |
| 68           | 16        | Edward, Trevor & the Really Useful Party | Edward, Trevor a užitečná slavnost   | David Mitton | Andrew Brenner               | 12. května 1992   |
| 69           | 17        | Buzz Buzz                                | Velké bzučení                        | David Mitton | Wilbert Awrdy                | 12. května 1992   |
| 70           | 18        | All at Sea                               | Vzhůru na moře                       | David Mitton | David Mitton a Britt Alcroft | 19. května 1992   |
| 71           | 19        | One Good Turn                            | Záludná otočka                       | David Mitton | Andrew Brenner               | 26. května 1992   |
| 72           | 20        | Tender Engines                           | Tendry                               | David Mitton | Wilbert Awrdy                | 2. června 1992    |
| 73           | 21        | Escape!                                  | Útěk                                 | David Mitton | Wilbert Awrdy                | 9. června 1992    |
| 74           | 22        | Oliver Owns Up                           | Lekce pro Olivera                    | David Mitton | Wilbert Awrdy                | 16. června 1992   |
| 75           | 23        | Bulgy                                    | Náfuka                               | David Mitton | Wilbert Awrdy                | 23. června 1992   |
| 76           | 24        | Heroes                                   | Hrdinové                             | David Mitton | Andrew Brenner               | 30. června 1992   |
| 77           | 25        | Percy, James & the Fruitful Day          | Percy, James a ovocný den            | David Mitton | Andrew Brenner               | 7. července 1992  |
| 78           | 26        | Thomas & Percy's Christmas Adventure     | Tomáš, Percy a vánoční dobrodružství | David Mitton | Andrew Brenner               | 14. července 1992 |

### Čtvrtá řada (1995)
| Č. v seriálu | Č. v řadě | Původní název                    | český název                | Režie        | Scénář                      | Premiéra ve VB     |
| ------------ | --------- | -------------------------------- | -------------------------- | ------------ | --------------------------- | ------------------ |
| 79           | 1         | Granpuff                         | Dědeček                    | David Mitton | Wilbert Awrdy               | 16. října 1995     |
| 80           | 2         | Sleeping Beauty                  | Šípková Růženka            | David Mitton | Wilbert Awrdy               | 17. října 1995     |
| 81           | 3         | Bulldog                          | Buldok                     | David Mitton | Wilbert Awrdy               | 18. října 1995     |
| 82           | 4         | You Can't Win                    | Nevyhraješ                 | David Mitton | Wilbert Awrdy               | 19. října 1995     |
| 83           | 5         | Four Little Engines              | Čtyři malé mašinky         | David Mitton | Wilbert Awrdy               | 20. října 1995     |
| 84           | 6         | A Bad Day for Sir Handel         | Handelův špatný den        | David Mitton | Wilbert Awrdy               | 23. října 1995     |
| 85           | 7         | Peter Sam & the Refreshment Lady | Petr a paní s občerstvením | David Mitton | Wilbert Awrdy               | 24. října 1995     |
| 86           | 8         | Trucks                           | Nákladní vagónky           | David Mitton | Wilbert Awrdy               | 25. října 1995     |
| 87           | 9         | Home at Last                     | Konečně doma               | David Mitton | Wilbert Awrdy               | 26. října 1995     |
| 88           | 10        | Rock 'n' Roll                    | Rock 'n' Roll              | David Mitton | Wilbert Awrdy               | 27. října 1995     |
| 89           | 11        | Special Funnel                   | Mimořádný komín            | David Mitton | Wilbert Awrdy               | 30. října 1995     |
| 90           | 12        | Steam Roller                     | Parní válec                | David Mitton | Wilbert Awrdy               | 31. října 1995     |
| 91           | 13        | Passengers & Polish              | Cestující a leštěnka       | David Mitton | Wilbert Awrdy               | 1. listopadu 1995  |
| 92           | 14        | Gallant Old Engine               | Statečná starší mašinka    | David Mitton | Wilbert Awrdy               | 2. listopadu 1995  |
| 93           | 15        | Rusty to the Rescue              | Rusty zachraňuje           | David Mitton | David Mitton, Britt Alcroft | 3. listopadu 1995  |
| 94           | 16        | Thomas & Stepney                 | Tomáš a Stepney            | David Mitton | Wilbert Awrdy               | 6. listopadu 1995  |
| 95           | 17        | Train Stops Play                 | Vlak, který zastavil zápas | David Mitton | Wilbert Awrdy               | 8. listopadu 1995  |
| 96           | 18        | Bowled Out                       | Osud klobouku              | David Mitton | Wilbert Awrdy               | 7. listopadu 1995  |
| 97           | 19        | Henry & the Elephant             | Jindra a slon              | David Mitton | Wilbert Awrdy               | 9. listopadu 1995  |
| 98           | 20        | Toad Stands By                   | Žabák pomůže               | David Mitton | Wilbert Awrdy               | 10. listopadu 1995 |
| 99           | 21        | Bulls Eyes                       | Býčí oči                   | David Mitton | Wilbert Awrdy               | 13. listopadu 1995 |
| 100          | 22        | Thomas & the Special Letter      | Tomáš a důležitý dopis     | David Mitton | Wilbert Awrdy               | 14. listopadu 1995 |
| 101          | 23        | Paint, Pots & Queen              | Nátěr pro královnu         | David Mitton | Wilbert Awrdy               | 15. listopadu 1995 |
| 102          | 24        | Fish                             | Ryba                       | David Mitton | Christopher Awrdy           | 16. listopadu 1995 |
| 103          | 25        | Special Attraction               | Velká atrakce              | David Mitton | Wilbert Awrdy               | 17. listopadu 1995 |
| 104          | 26        | Mind That Bike                   | Pozor, kolo!               | David Mitton | Christopher Awrdy           | 20. listopadu 1995 |

### Pátá řada (1998)
| Č. v seriálu | Č. v řadě | Původní název                  | český název                    | Režie        | Scénář                      | Premiéra ve VB |
| ------------ | --------- | ------------------------------ | ------------------------------ | ------------ | --------------------------- | -------------- |
| 105          | 1         | Cranky Bugs                    | Klika a mrňousové              | David Mitton | David Mitton, Britt Alcroft | 14. září 1998  |
| 106          | 2         | Horrid Lorry                   | Hrozná auta                    | David Mitton | David Mitton, Britt Alcroft | 15. září 1998  |
| 107          | 3         | A Better View for Gordon       | Panoráma pro Gorodona          | David Mitton | David Mitton, Britt Alcroft | 16. září 1998  |
| 108          | 4         | Lady Hatt's Birthday Party     | Narozeniny paní přednostové    | David Mitton | David Mitton, Britt Alcroft | 17. září 1998  |
| 109          | 5         | James & the Trouble With Trees | Kubovo trápení se stromy       | David Mitton | David Mitton, Britt Alcroft | 18. září 1998  |
| 110          | 6         | Gordon & the Gremlin           | Gordon a šotci                 | David Mitton | David Mitton, Britt Alcroft | 21. září 1998  |
| 111          | 7         | Bye George!                    | Sbohem, Jirko!                 | David Mitton | David Mitton, Britt Alcroft | 22. září 1998  |
| 112          | 8         | Baa!                           | Béé!                           | David Mitton | David Mitton, Britt Alcroft | 23. září 1998  |
| 113          | 9         | Put Upon Percy                 | Zasednutý Percy                | David Mitton | David Mitton, Britt Alcroft | 24. září 1998  |
| 114          | 10        | Toby & the Flood               | Toby a povodeň                 | David Mitton | David Mitton, Britt Alcroft | 25. září 1998  |
| 115          | 11        | Haunted Henry                  | Jindrův duch                   | David Mitton | David Mitton, Britt Alcroft | 28. září 1998  |
| 116          | 12        | Double Teething Troubles       | Otrkávání                      | David Mitton | David Mitton, Britt Alcroft | 29. září 1998  |
| 117          | 13        | Stepney Gets Lost              | Stepney zabloudil              | David Mitton | David Mitton, Britt Alcroft | 30. září 1998  |
| 118          | 14        | Toby's Discovery               | Tobyho objev                   | David Mitton | David Mitton, Britt Alcroft | 1. října 1998  |
| 119          | 15        | Something in the Air           | Něco visí ve vzduchu           | David Mitton | David Mitton, Britt Alcroft | 2. října 1998  |
| 120          | 16        | Thomas, Percy & Old Slow Coach | Tomáš, Percy a starý louda     | David Mitton | David Mitton, Britt Alcroft | 5. října 1998  |
| 121          | 17        | Thomas & the Rumours           | Hloupé klebety                 | David Mitton | David Mitton, Britt Alcroft | 6. října 1998  |
| 122          | 18        | Oliver's Find                  | Oliverův objev                 | David Mitton | David Mitton, Britt Alcroft | 7. října 1998  |
| 123          | 19        | Happy Ever After               | Žili spolu šťastně až do smrti | David Mitton | David Mitton, Britt Alcroft | 8. října 1998  |
| 124          | 20        | Sir Topham Hatt's Holiday      | dovolená Tlustého přednosty    | David Mitton | David Mitton, Britt Alcroft | 9. října 1998  |
| 125          | 21        | A Surprise for Percy           | Překvapení pro Percyho         | David Mitton | David Mitton, Britt Alcroft | 12. října 1998 |
| 126          | 22        | Make Someone Happy             | Jak udělat radost              | David Mitton | David Mitton, Britt Alcroft | 13. října 1998 |
| 127          | 23        | Busy Going Backwards           | Pořád jen dozadu               | David Mitton | David Mitton, Britt Alcroft | 14. října 1998 |
| 128          | 24        | Duncan Gets Spooked            | Duncan se bojí                 | David Mitton | David Mitton, Britt Alcroft | 15. října 1998 |
| 129          | 25        | Rusty & the Boulder            | Rusty a bludný balvan          | David Mitton | David Mitton, Britt Alcroft | 16. října 1998 |
| 130          | 26        | Snow                           | Sněží                          | David Mitton | David Mitton, Britt Alcroft | 19. října 1998 |

### FilmThomas and the Magic Railroad(2000)
| Původní název                 | Režie          | Scénář         | Premiéra ve VB    |
| ----------------------------- | -------------- | -------------- | ----------------- |
| Thomas and the Magic Railroad | Britt Allcroft | Britt Allcroft | 14. července 2000 |

### Šestá řada (2002)
| Č. v seriálu | Č. v řadě | Původní název                       | Režie         | Scénář                                      | Premiéra ve VB |
| ------------ | --------- | ----------------------------------- | ------------- | ------------------------------------------- | -------------- |
| 131          | 1         | Salty's Secret                      | David Mitton  | Robin Kingsland                             | 16. září 2002  |
| 132          | 2         | Harvey to the Rescue                | David Mitton  | Jonathan Trueman                            | 17. září 2002  |
| 133          | 3         | No Sleep for Cranky                 | David Mitton  | Paul Larson                                 | 18. září 2002  |
| 134          | 4         | A Bad Day for Harold the Helicopter | David Mitton  | námět: David Mitton scénář: Simon Nicholson | 19. září 2002  |
| 135          | 5         | Elizabeth the Vintage Lorry         | David Mitton  | Paul Larson                                 | 20. září 2002  |
| 136          | 6         | The Fogman                          | David Mitton  | námět: David Mitton scénář: Simon Nicholson | 23. září 2002  |
| 137          | 7         | Jack Jumps In                       | Steve Asquith | Jonathan Trueman, Phil Fehrle a Abi Grant   | 24. září 2002  |
| 138          | 8         | A Friend in Need                    | Steve Asquith | Jonathan Trueman, Phil Fehrle a Abi Grant   | 25. září 2002  |
| 139          | 9         | It's Only Snow                      | David Mitton  | námět: David Mitton scénář: James Mason     | 26. září 2002  |
| 140          | 10        | Twin Trouble                        | David Mitton  | Brian Trueman                               | 27. září 2002  |
| 141          | 11        | The World's Strongest Engine        | David Mitton  | námět: David Mitton scénář: Paul Larson     | 30. září 2002  |
| 142          | 12        | Scaredy Engines                     | David Mitton  | námět: David Mitton scénář: Robin Kingsland | 1. října 2002  |
| 143          | 13        | Percy and the Haunted Mine          | David Mitton  | námět: David Mitton scénář: Robyn Charteris | 2. října 2002  |
| 144          | 14        | Middle Engine                       | David Mitton  | námět: David Mitton scénář: Brian Trueman   | 3. října 2002  |
| 145          | 15        | James and the Red Balloon           | David Mitton  | námět: David Mitton scénář: Jenny McDade    | 4. října 2002  |
| 146          | 16        | Jack Frost                          | David Mitton  | námět: David Mitton scénář: Paul Larson     | 7. října 2002  |
| 147          | 17        | Gordon Takes a Tumble               | David Mitton  | námět: David Mitton scénář: Robin Kingsland | 8. října 2002  |
| 148          | 18        | Percy's Chocolate Crunch            | David Mitton  | námět: David Mitton scénář: Brian Trueman   | 9. října 2002  |
| 149          | 19        | Buffer Bother                       | David Mitton  | Ross Hastings                               | 10. října 2002 |
| 150          | 20        | Toby Had a Little Lamb              | David Mitton  | Jenny McDade                                | 11. října 2002 |
| 151          | 21        | Thomas, Percy and the Squeak        | David Mitton  | námět: David Mitton scénář: Jenny McDade    | 14. října 2002 |
| 152          | 22        | Thomas the Jet Engine               | David Mitton  | námět: David Mitton scénář: Ross Hastings   | 15. října 2002 |
| 153          | 23        | Edward the Very Useful Engine       | David Mitton  | David Mitton                                | 16. října 2002 |
| 154          | 24        | Dunkin' Duncan                      | David Mitton  | námět: David Mitton scénář: Jenny McDade    | 17. října 2002 |
| 155          | 25        | Rusty Saves the Day                 | David Mitton  | námět: David Mitton scénář: Paul Larson     | 18. října 2002 |
| 156          | 26        | Faulty Whistles                     | David Mitton  | námět: David Mitton scénář: Ross Hastings   | 21. října 2002 |

### Sedmá řada (2003)
| Č. v seriálu | Č. v řadě | Původní název                   | Režie        | Scénář                               | Premiéra ve VB     |
| ------------ | --------- | ------------------------------- | ------------ | ------------------------------------ | ------------------ |
| 157          | 1         | Emily's New Coaches             | David Mitton | Jan Page                             | 6. října 2003      |
| 158          | 2         | Percy Gets It Right             | David Mitton | Paul Larson                          | 7. října 2003      |
| 159          | 3         | Bill, Ben and Fergus            | David Mitton | Brian Trueman                        | 8. října 2003      |
| 160          | 4         | The Old Bridge                  | David Mitton | Paul Larson                          | 9. října 2003      |
| 161          | 5         | Edward's Brass Band             | David Mitton | Robyn Charteris                      | 10. října 2003     |
| 162          | 6         | What's the Matter with Henry?   | David Mitton | George Tarry                         | 13. října 2003     |
| 163          | 7         | James and the Queen of Sodor    | David Mitton | Paul Larson                          | 14. října 2003     |
| 164          | 8         | The Refreshment Lady's Tea Shop | David Mitton | James Mason                          | 15. října 2003     |
| 165          | 9         | The Spotless Record             | David Mitton | Paul Larson                          | 16. října 2003     |
| 166          | 10        | Toby's Windmill                 | David Mitton | námět: David Mitton scénář: Jan Page | 17. října 2003     |
| 167          | 11        | Bad Day at Castle Loch          | David Mitton | Jenny McDade                         | 20. října 2003     |
| 168          | 12        | Rheneas and the Roller Coaster  | David Mitton | James Mason                          | 21. října 2003     |
| 169          | 13        | Salty's Stormy Tale             | David Mitton | Polly Churchill                      | 22. října 2003     |
| 170          | 14        | Snow Engine                     | David Mitton | Jenny McDade                         | 23. října 2003     |
| 171          | 15        | Something Fishy                 | David Mitton | Paul Larson                          | 24. října 2003     |
| 172          | 16        | The Runaway Elephant            | David Mitton | George Tarry                         | 27. října 2003     |
| 173          | 17        | Peace and Quiet                 | David Mitton | Paul Larson                          | 28. října 2003     |
| 174          | 18        | Fergus Breaks the Rules         | David Mitton | Jan Page                             | 29. října 2003     |
| 175          | 19        | Bulgy Rides Again               | David Mitton | Brian Trueman                        | 30. října 2003     |
| 176          | 20        | Harold and the Flying Horse     | David Mitton | Robin Kingsland                      | 31. října 2003     |
| 177          | 21        | The Grand Opening               | David Mitton | James Mason                          | 3. listopadu 2003  |
| 178          | 22        | Best Dressed Engine             | David Mitton | Polly Churchill                      | 4. listopadu 2003  |
| 179          | 23        | Gordon and Spencer              | David Mitton | Lee Pressman                         | 5. listopadu 2003  |
| 180          | 24        | Not So Hasty Puddings           | David Mitton | Robyn Charteris                      | 6. listopadu 2003  |
| 181          | 25        | Trusty Rusty                    | David Mitton | James Mason                          | 7. listopadu 2003  |
| 182          | 26        | Three Cheers for Thomas         | David Mitton | Jan Page                             | 10. listopadu 2003 |

### Osmá řada (2004)
| Č. v seriálu | Č. v řadě | Původní název                    | Režie         | Scénář                  | Premiéra ve VB |
| ------------ | --------- | -------------------------------- | ------------- | ----------------------- | -------------- |
| 183          | 1         | Thomas and the Tuba              | Steve Asquith | Dave Ingham             | 1. srpna 2004  |
| 184          | 2         | Percy's New Whistle              | Steve Asquith | James Mason             | 1. srpna 2004  |
| 185          | 3         | Thomas to the Rescue             | Steve Asquith | Abi Grant a Paul Larson | 8. srpna 2004  |
| 186          | 4         | Henry and the Wishing Tree       | Steve Asquith | Abi Grant a Paul Larson | 8. srpna 2004  |
| 187          | 5         | James Gets a New Coat            | Steve Asquith | Abi Grant               | 15. srpna 2004 |
| 188          | 6         | Thomas Saves the Day             | Steve Asquith | James Mason             | 15. srpna 2004 |
| 189          | 7         | Percy's Big Mistake              | Steve Asquith | Ani Grant               | 22. srpna 2004 |
| 190          | 8         | Thomas, Emily and the Snowplough | Steve Asquith | Ani Grant               | 22. srpna 2004 |
| 191          | 9         | Don't Tell Thomas                | Steve Asquith | Paul Larson             | 29. srpna 2004 |
| 192          | 10        | Emily's New Route                | Steve Asquith | James Mason             | 29. srpna 2004 |
| 193          | 11        | Thomas and the Firework Display  | Steve Asquith | Abi Grant a Paul Larson | 5. září 2004   |
| 194          | 12        | Gordon Takes Charge              | Steve Asquith | Paul Larson             | 5. září 2004   |
| 195          | 13        | Spic and Span                    | Steve Asquith | Marc Seal               | 12. září 2004  |
| 196          | 14        | Edward the Great                 | Steve Asquith | Abi Grant               | 12. září 2004  |
| 197          | 15        | Squeak, Rattle and Roll          | Steve Asquith | Marc Seal               | 19. září 2004  |
| 198          | 16        | Thomas and the Circus            | Steve Asquith | Abi Grant               | 19. září 2004  |
| 199          | 17        | Thomas Gets It Right             | Steve Asquith | Robin Rigby             | 26. září 2004  |
| 200          | 18        | As Good as Gordon                | Steve Asquith | Abi Grant               | 26. září 2004  |
| 201          | 19        | Fish                             | Steve Asquith | Paul Larson             | 3. října 2004  |
| 202          | 20        | Emily's Adventure                | Steve Asquith | Paul Larson             | 3. října 2004  |
| 203          | 21        | Halloween                        | Steve Asquith | Dave Ingham             | 10. října 2004 |
| 204          | 22        | You Can Do It, Toby!             | Steve Asquith | Paul Larson             | 10. října 2004 |
| 205          | 23        | James Goes Too Far               | Steve Asquith | James Mason             | 17. října 2004 |
| 206          | 24        | Chickens to School               | Steve Asquith | Paul Larson             | 17. října 2004 |
| 207          | 25        | Too Hot for Thomas               | Steve Asquith | Paul Larson             | 24. října 2004 |
| 208          | 26        | Percy and the Magic Carpet       | Steve Asquith | Abi Grant               | 24. října 2004 |

### SpeciálPlnou parou vpřed!
| Původní název      | Režie         | Scénář      | Premiéra v USA            | Premiéra v ČR               |
| ------------------ | ------------- | ----------- | ------------------------- | --------------------------- |
| Plnou parou vpřed! | Steve Asquith | Paul Larson | 6. září 2005 na VHS a DVD | 24. června 2007 na Minimaxu |

### Devátá řada (2005)
| Č. v seriálu | Č. v řadě | Původní název                  | Režie         | Scénář         | Premiéra ve VB     |
| ------------ | --------- | ------------------------------ | ------------- | -------------- | ------------------ |
| 209          | 1         | Percy and the Oil Painting     | Steve Asquith | Abi Grant      | 5. září 2005       |
| 210          | 2         | Thomas and the Rainbow         | Steve Asquith | Abi Grant      | 5. září 2005       |
| 211          | 3         | Thomas' Milkshake Muddl        | Steve Asquith | Marc Seal      | 12. září 2005      |
| 212          | 4         | Mighty Mac                     | Steve Asquith | Paul Larson    | 12. září 2005      |
| 213          | 5         | Molly's Special Special        | Steve Asquith | Paul Larson    | 19. září 2005      |
| 214          | 6         | Respect for Gordon             | Steve Asquith | James Mason    | 19. září 2005      |
| 215          | 7         | Thomas and the Birthday Picnic | Steve Asquith | Sharon Miller  | 26. září 2005      |
| 216          | 8         | Tuneful Toots                  | Steve Asquith | Sharon Miller  | 26. září 2005      |
| 217          | 9         | Thomas and the Toy Shop        | Steve Asquith | James Mason    | 3. října 2005      |
| 218          | 10        | Rheneas and the Dinosaur       | Steve Asquith | Paul Larson    | 3. října 2005      |
| 219          | 11        | Thomas and the New Engine      | Steve Asquith | Marc Seal      | 10. října 2005     |
| 220          | 12        | Toby Feels Left Out            | Steve Asquith | Simon A. Brown | 10. října 2005     |
| 221          | 13        | Thomas Tries His Best          | Steve Asquith | James Mason    | 17. října 2005     |
| 222          | 14        | The Magic Lamp                 | Steve Asquith | Sharon Miller  | 17. října 2005     |
| 223          | 15        | Thomas and the Statue          | Steve Asquith | Marc Seal      | 24. října 2005     |
| 224          | 16        | Henry and the Flagpole         | Steve Asquith | Paul Larson    | 24. října 2005     |
| 225          | 17        | Emily Knows Best               | Steve Asquith | Marc Seal      | 31. října 2005     |
| 226          | 18        | Thomas' Day Off                | Steve Asquith | Sharon Miller  | 31. října 2005     |
| 227          | 19        | Thomas' New Trucks             | Steve Asquith | Paul Larson    | 7. listopadu 2005  |
| 228          | 20        | Duncan and the Old Mine        | Steve Asquith | James Mason    | 7. listopadu 2005  |
| 229          | 21        | Bold and Brave                 | Steve Asquith | James Mason    | 14. listopadu 2005 |
| 230          | 22        | Skarloey the Brave             | Steve Asquith | Paul Larson    | 14. listopadu 2005 |
| 231          | 23        | Saving Edward                  | Steve Asquith | James Mason    | 21. listopadu 2005 |
| 232          | 24        | Thomas and the Golden Eagle    | Steve Asquith | Abi Grant      | 21. listopadu 2005 |
| 233          | 25        | Keeping Up with James          | Steve Asquith | Abi Grant      | 28. listopadu 2005 |
| 234          | 26        | Flour Power                    | Steve Asquith | Ani Grant      | 28. listopadu 2005 |